# زكريا السنوار
زكريا إبراهيم حسن السنوار (1384- 1446 هـ / 1965- 2025 م) مؤرِّخ وأستاذ جامعي فلسطيني. وهو شقيق القائد في حركة حماس يحيى السنوار.

## سيرته
وُلد أبو يحيى، زكريا بن إبراهيم بن حسن السِّنوار في مخيم خان يونس بقطاع غزة، يوم الأحد 4 ذي القَعْدة 1384هـ الموافق 7 مارس (آذار) 1965م. أنهى دراسته الثانوية في خان يونس عام 1983. حصل على إجازة (بكالوريوس) بالتاريخ من الجامعة الإسلامية والدبلوم العام من جامعة الأقصى. وفي عام 2003 نال شهادة (ماجستير) ثم (دكتوراه) في تاريخ الصِّهْيَونية من معهد البحوث والدراسات العربية في القاهرة عام 2006.
شغل منصب مدير مركز التاريخ الشفوي في الجامعة الإسلامية فيما بين 2000 و2002، وأستاذ مشارك في قسم التاريخ بكلية الآداب في ذات الجامعة، وعضو هيئة التدريس في أكاديمية الأركان اللبنانية.

## بحوثه
1. الصناعة الصهيونية في فلسطين (1918-1948)، بحث منشور في مجلة جامعة القدس المفتوحة للبحوث الإنسانية والاجتماعية.[6]
2. المذابح التي تعرض لها أهالي يافا في الثلث الأخير من القرن الثامن عشر الميلادي، بحث منشور في مجلة جامعة القدس المفتوحة للبحوث الإنسانية والإجتماعية.[7]
3. دور أورد وينجت في تطوير القدرات العسكرية الصهيونية، مجلة الجامعة الإسلامية، غزة، 2007.[8]
4. تهجير أهالي لواء غزة دراسة نماذجية مقارنة بين الرواية الشفوية الفلسطينية والرواية الصهيونية، مجلة الجامعة الإسلامية 2007.
5. نظرة الصهيونيين التصحيحيين للعرب والمسلمين (1925-1948).[9]
6. المقابلة الشفوية، صدر البحث ضمن كتاب التاريخ الشفوي، الجامعة الإسلامية 2005.
7. التجربة الاعتقالية للشيخ أحمد ياسين في السجون الإسرائيلية، الجامعة الإسلامية غزة 2005.
8. كتاب لواء غزة في العصر العثماني الأول، 2004.[10]

## اغتياله ووفاته
في يوم السبت 19 ذي القَعْدة 1446هـ الموافق 17 مايو 2025م، أفادت تقاريرُ إعلامية فلسطينية بمقتل زكريا السنوار وثلاثة من أبنائه في غارة جوِّية إسرائيلية استهدفت خيمتهم في مخيَّم النصيرات وسط قطاع غزة. وظهرت تقاريرُ لاحقة تشير إلى أنه نُقل إلى ثلاجة الموتى وهو لا يزال حيًّا، بعد إصابته بجروح شديدة. وأكَّد مصدر طبي لاحقًا أن زكريا السنوار ما زال حيًّا، برغم إصابته بجروح خطرة.
وفي يوم الخميس 24 ذي القَعْدة 1446هـ الموافق 22 مايو (أيَّار) 2025م أعلنت مصادرُ فلسطينية استشهادَه متأثرًا بجراحه التي أصيب بها إثر قصف خيمته في السابع عشر من الشهر نفسه.